# Театр під час війни (2014–2022)
Театр часів Російсько-української війни (2014–2022) — включає перебіг подій, реакцію та рефлексію українського та світового театру на Російське збройне вторгнення в Крим (2014) та Війну на сході України. Охоплення періоду з 20 лютого 2014 по 24 лютого 2022 року.

## Майдан, Крим, Донбас
З початком російської агресії у 2014 році Луганський академічний український музично-драматичний театр став єдиним театром Донбасу, який переїхав на територію, підконтрольну українській владі, і розпочав свою діяльність у Сєвєродонецьку Луганської області.
Голова Українського ПЕН-Клубу Андрій Курков написав «Щоденники Майдану» (2015).